# دبلیواس ۶
دبلیو‌اس ۶ (چینی: 涡扇-6; پین‌یین: Wōshàn-6; به معنای «توربوفن-۶») یک برنامهٔ ناموفق توسعهٔ توربوفن در جمهوری خلق چین بود.
توسعهٔ این موتور به‌عنوان بخشی از «برنامهٔ توسعهٔ علم و فناوری صنعت هوانوردی برای سال‌های ۱۹۷۸ تا ۱۹۸۵» آغاز شد. هدف کلی این برنامه، ایجاد صنعتی بود که توانایی طراحی و ساخت موتورهای هواگرد را داشته باشد. با این حال، تا زمان لغو پروژه در سال ۱۹۸۶، هیچ موتوری با عملکرد مناسب تولید نشد.
تجربیات به‌دست‌آمده از برنامهٔ دبلیو‌اس ۶ در توسعهٔ شن‌یانگ دبلیو‌اس-۱۰ به‌کار گرفته شد.